# Teaching Death to Moorish
Teaching Death to Moorish è il titolo dell'album discografico di esordio del gruppo Vàgtàzò Halottkèmek, pubblicato nel 1988.

## Tracce
1. Ki vele az Istenért!
2. Rádébredek
3. Tárulj Világ!
4. Mi történt?!
5. Élő Világegyetem